# Monteviale
Monteviale est une commune italienne d'environ 2 400 habitants, située dans la province de Vicence, dans la région Vénétie, dans l'Italie nord-orientale.

## Administration
| Période                                  | Période | Identité         | Étiquette | Qualité |
| ---------------------------------------- | ------- | ---------------- | --------- | ------- |
| 2006                                     | 2016    | Giuseppe Danieli |           | Employé |
| 2016                                     |         | Elisa Santucci   |           |         |
| Les données manquantes sont à compléter. |         |                  |           |         |

### Communes limitrophes
Costabissara, Creazzo, Gambugliano, Sovizzo, Vicence